# Siksjö
Siksjö este o arie protejată (arie specială de conservare — SAC, sit de importanță comunitară — SCI) din Suedia întinsă pe o suprafață de 14,4 ha, integral pe uscat.

## Localizare
Centrul sitului Siksjö este situat la coordonatele 64°21′00″N 17°47′29″E / 64.3501°N 17.7913°E.

## Înființare
Situl Siksjö a fost declarat sit de importanță comunitară în iunie 2001 pentru a proteja un număr necunoscut de specii din flora spontană și fauna sălbatică aflate în arealul zonei. Situl a fost protejat și ca arie specială de conservare în martie 2011.

## Biodiversitate
Situată în ecoregiunea boreală, aria protejată conține 1 habitat natural: Taiga vestică.
La baza desemnării sitului se află un număr nedeclarat de specii protejate.